# Laurys Station
Laurys Station es un lugar designado por el censo ubicado en el condado de Lehigh en el estado estadounidense de Pensilvania. En el Censo de 2010 tenía una población de 1243 habitantes y una densidad poblacional de 441,35 personas por km².

## Geografía
Laurys Station se encuentra ubicado en las coordenadas 40°43′25″N 75°32′35″O / 40.72361, -75.54306. Según la Oficina del Censo de los Estados Unidos, Laurys Station tiene una superficie total de 4.53 km², de la cual 4.2 km² corresponden a tierra firme y (7.43%) 0.34 km² es agua.

## Demografía
Según el censo de 2010, había 1243 personas residiendo en Laurys Station. La densidad de población era de 441,35 hab./km². De los 1243 habitantes, Laurys Station estaba compuesto por el 95.25% blancos, el 1.37% eran afroamericanos, el 0.16% eran amerindios, el 1.29% eran asiáticos, el 0% eran isleños del Pacífico, el 0.88% eran de otras razas y el 1.05% pertenecían a dos o más razas. Del total de la población el 4.26% eran hispanos o latinos de cualquier raza.